# سطح مكتب ويب
سطح مكتب ويب أو بالإنجليزية Web Desktop هو إحدى تطبيقات ويب 2.0. تسمح للمستخدم باستخدام الويب كمنصة لتنفيذ الأعمال التي يتم تنفيذها على سطح المكتب في أي نظام تشغيل يعمل على الحواسيب. يتم الوصول إلى سطوح مكتب الويب من خلال متصفح الويب.

## حالات واتساب للويب
حالات واتساب للويب ويب 2.0 يقدمها موقع للويب في أي نظام تشغيل.

## روابط خارجية
- حالات واتساب